# Chamaemelum
Chamaemelum là một chi thực vật có hoa trong họ Cúc (Asteraceae).

## Loài
Chi Chamaemelum gồm các loài: